# Stenocercus prionotus
Stenocercus prionotus là một loài thằn lằn trong họ Tropiduridae. Loài này được Cadle mô tả khoa học đầu tiên năm 2001.